# Gastrotheca flamma
Gastrotheca flamma es una especie de anfibio anuro de la familia Hemiphractidae.

## Distribución geográfica
Esta especie es endémica del estado de Bahía en Brasil. Se encuentra en Santa Teresinha y Elísio Medrado a 850 m sobre el nivel del mar en la serra da Jibóia.

## Publicación original
- Juncá & Nunes, 2008: A new species of marsupial frog of the genus Gastrotheca Fitzinger (Anura: Amphignatodontidae) from the State of Bahia, northeastern Brazil. Zootaxa, n.º 1907, p. 61-68.[6]